# Rhagodes melanopygus
Espèce
Synonymes
- Rhax melanopyga Walter, 1889
- Rhax howesii Bernard, 1893

Rhagodes melanopygus est une espèce de solifuges de la famille des Rhagodidae.

## Distribution
Cette espèce se rencontre au Turkménistan, en Iran, au Pakistan et en Afghanistan.

## Description
Rhagodes melanopygus mesure de 30 à 35 mm.

## Publication originale
- Walter, 1889 : Transkaspische Galeodiden. Zoologische Jahrbèucher. Abteilung fèur Systematik, Geographie und Biologie der Tiere, vol. 4, no 1, p. 1095-1109 (texte intégral).